# Dơi lá rẻ quạt
Dơi lá rẻ quạt (danh pháp hai phần: Rhinolophus marshalli) là một loài động vật có vú trong họ Dơi lá mũi, bộ Dơi. Loài này được Thonglongya mô tả năm 1973.